# Joker Stairs
Joker Stairs (en español: Escaleras de Joker) es el nombre que recibe una escalinata estadounidense que conecta las avenidas Shakespeare y Anderson en West 167th Street en la sección Highbridge de El Bronx, Nueva York. Ubicado cerca de la estación 167th Street en el tren 4 del metro de la ciudad de Nueva York, las escaleras sirvieron como uno de los lugares de rodaje en la película Joker de 2019 y desde entonces se ha vuelto un destino turístico.

## Contexto
En la película, Arthur Fleck, el personaje principal, aparece repetidamente subiendo y bajando estas escaleras como parte de su rutina diaria. Más tarde, durante el clímax de la película, baila por las escaleras con un traje rojo brillante y maquillaje de payaso que representará a su personaje del Joker, como interpreta Rock and Roll Part 2 de Gary Glitter en el antecedentes. Las escaleras aparecen en un póster promocional de la película y se han convertido en un destino turístico. Tanto las escaleras como el baile de Arthur se han convertido en meme de Internet. Muchos visitantes recrean la escena de la película, a veces en atuendo de Joker, hasta el punto de que las escaleras se han llenado de turistas.

### Relevancia
India Today señala que: 

Aunque las escaleras han existido durante años y conducen a algunos de los lugares más famosos de Nueva York, nunca [...] fueron realmente populares debido a su asociación con el crimen en el área.

El New York Times señala que originalmente, las escaleras utilizadas en la película de crimen biográfico de 2007 American Gangster, ubicada en un vecindario del sur del Bronx, iban a usarse en la escena, pero habían sido repavimentadas y embellecidas demasiado para ser estéticamente aceptable para Joker.
NBC New York señala que las escaleras Joker se han unido a «las filas de escenarios de películas conocidas, como la de los pasos en el Museo de Arte de Filadelfia», visto en el drama deportivo estadounidense de 1976 Rocky.